# Mónica Garza
Mónica Garza González (Reynosa, Tamaulipas, 12 de abril de 1967) es una periodista, productora de teatro y presentadora de televisión mexicana.
Ha participado como presentadora de diferentes programas destacados como En medio del espectáculo, Ventaneando, La Academia, Historias engarzadas y Campañeando.

## Biografía
Mónica Garza González nació el 12 de abril de 1966 en Reynosa, Tamaulipas. Es hija de Manuel Garza González, ex secretario general del Partido Revolucionario Institucional (PRI) y de María Teresa González Nassar.
Estudió la licenciatura en Ciencias Humanas en el Centro Universitario del Claustro de Sor Juana AC en 1990.

### Comienzos
Inició su primer trabajo como periodista en el año de 1991, en la empresa de medios de comunicación Argos Televisión, propiedad de Epigmenio Ibarra.
En 1996 empieza a trabajar como jefa de prensa del melodrama Nada personal, posteriormente a partir de aquí conoció a la periodista Pati Chapoy, titular del programa Ventaneando, luego de este acercamiento, en 1999 Chapoy la invita a participar al menos una vez a la semana en el programa de espectáculos de TV Azteca, a lado de Pedro Sola y Daniel Bisogno.

### Carrera periodística
En el año 2000 forma parte como jefa de información en las emisiones En medio del espectáculo donde fue presentadora, ocupando el lugar que había dejado Atala Sarmiento por motivos personales, y Caiga quién caiga, fue hasta 2002 que deja este cargo, y en el mismo año conduce el programa de entrevistas Con un nudo en la garganta, mismo que concluye a principios del año 2004. A comienzos del mismo año incursiona con el programa Historias engarzadas, en el cual era la titular y continuación del antes mencionado.
En el año 2006 es elegida para conducir el programa de telerrealidad La Academia en su quinta edición denominada La Academia Cinco o «La generación de la luz».Sustituyendo a Alan Tacher.
En 2009 es titular del noticiero matutino Hechos AM junto a Alejandro Villalvazo, luego de su arupta salida del programa Ventaneando.
En 2012 continuó su trabajo como presentadora en el programa de entrevistas Historias engarzadas. Al mismo año, posterior a la elecciones presidenciales de México, Garza junto a los también periodistas Carolina Rocha y Vicente Gálvez presenta un programa llamado «Campañeando». A un año después, en 2013 es incluida como presentadora del noticiero matutino Hola México.
En 2016 regresa con el programa de entrevistas a personalidades Historias engarzadas, esta vez bajo su dirección con la productora Laura Suárez.En el mismo año incursiona como productora con la obra titulada Sánchez Huerta, historia del suicidio infantil, con el fin de poder concientizar a la población acerca de este tema.
En una entrevista otorgada en 2019 en el programa En sus batallas Garza mencionó:

«"Yo me acerqué a un reportaje que había hecho Azteca Noticias, sobre las cartas postumas que habían adquirido en el SEMEFO y donde lo que me llamaba la atención es que en su mayoría eran de menores de edad, me encontré con una carta de una niña de 8 años que dejó en el baño de sus papás, la segunda causa de muerte en los jovenes de 15 a 29 años en este país es el suicidio, me empezé a obsesionar mucho con el tema."»

En marzo de 2017 fue encargada del noticiero matutino Primer café junto a Manuel López San Martín para el canal Adn40.Posteriormente el noticiero cambia de nombre a Es de mañana.
En mayo de 2022 incursiona con un programa de entrevistas, esta vez para la red social YouTube llamado El nido de la Garza mismo donde ella lo dirige junto a la productora asociada Iyari González, quien también produce Ventaneando.En agosto de 2022 aunució que ya no estaría en el titular del noticiero Es de mañana.
En el año 2024 presenta el programa Sala de guerra, previo a las elecciones presidenciales del mismo año, transmitiéndose en Adn40.Actualmente el programa sigue al aire a pesar de que culminaran dichas elecciones.

## Vida privada
La fecha del 18 de diciembre de 2021 fallece su padre Manuel Garza González, quien fuera ex secretario general del Partido Revolucionario Institucional (PRI), a la edad de 88 años.

## Periodismo
Además de su trayectoria en programas televisivos, también tuvo la oportunidad de colaborar en distintos diarios impresos como La razón, Diario de Toluca, Mundo financiero y Reforma, además de participar en la editorial de la revista Kena, donde comunica los derechos de las mujeres y violencia de género.